# Championnats du monde juniors de ski alpin 2000
Navigation
Édition précédente Édition suivante
La 19e édition des Championnats du monde juniors de ski alpin s'est déroulée du 21 février au 26 février 2000 dans les environs de Québec située dans la province homonyme au Canada.
Les épreuves de vitesse (descente et super G) eurent lieu au Mont Sainte-Anne, les slaloms à Lac-Beauport tandis que les slaloms géants ont été organisés à Stoneham.

## Tableau des médailles
| Rang  | Nation     | Or | Argent | Bronze | Total |
| ----- | ---------- | -- | ------ | ------ | ----- |
| 1     | Autriche   | 4  | 3      | 3      | 10    |
| 2     | Suède      | 2  | 0      | 1      | 3     |
| 3     | Suisse     | 2  | 0      | 0      | 0     |
| 4     | Allemagne  | 0  | 1      | 1      | 2     |
| 4     | Italie     | 0  | 1      | 1      | 2     |
| 6     | Canada     | 0  | 1      | 0      | 1     |
| 6     | Espagne    | 0  | 1      | 0      | 1     |
| 6     | Slovénie   | 0  | 1      | 0      | 1     |
| 9     | États-Unis | 0  | 0      | 1      | 1     |
| 9     | France     | 0  | 0      | 1      | 1     |
| Total | Total      | 8  | 8      | 8      | 24    |

## Podiums

### Hommes
| Épreuves           | Or                 | Argent             | Bronze          |
| ------------------ | ------------------ | ------------------ | --------------- |
| Descente 21/02     | Thomas Graggaber   | Klaus Kröll        | Martin Kraus    |
| Super G 22/02      | Klaus Kröll        | Martin Kraus       | Hannes Reichelt |
| Slalom géant 26/02 | Georg Streitberger | Bernard Vajdic     | Freddy Rech     |
| Slalom 25/02       | Daniel Défago      | Matthias Lanzinger | Marco Sullivan  |

### Femmes
| Épreuves           | Or                   | Argent                 | Bronze             |
| ------------------ | -------------------- | ---------------------- | ------------------ |
| Descente 21/02     | Fränzi Aufdenblatten | Lucia Recchia          | Christine Sponring |
| Super G 22/02      | Kathrin Wilhelm      | Ingrid Rumpfhuber      | Anja Pärson        |
| Slalom géant 25/02 | Anja Pärson          | Carolina Ruiz Castillo | Petra Knor         |
| Slalom 26/02       | Anja Pärson          | Emily Brydon           | Emmi Pezzedi       |